# Gradara War Cemetery
Il Gradara War Cemetery è un cimitero di guerra situato a Gradara. Esso custodisce le salme di 1 191 soldati appartenenti alle forze armate del Commonwealth costituenti l'Ottava Armata britannica ed un belga, caduti nel corso della Campagna d'Italia nella seconda guerra mondiale lungo la dorsale appenninica fra Marche e Romagna durante l'attacco alla Linea Gotica germanica nel settembre 1944.

## Descrizione
Il cimitero è stato progettato dall'architetto paesaggista Louis de Soissons utilizzando i canoni utilizzati per numerosi analoghi cimiteri anglosassoni in Italia e nel mondo. 
L'area recintata del cimitero fa parte del territorio del comune di Pesaro ed è situata a ridosso dell'asse stradale che originariamente collegava la via Flaminia e la locale stazione ferroviaria al centro storico del comune di Gradara, da cui dista circa un chilometro.
Il cimitero si sviluppa su un versante collinare interamente terrazzato, in affaccio verso il vicino borgo fortificato, con le lapidi disposte su singole file parallele poste ognuna a diversa quota, accessibili tramite due lunghe scale laterali che si dipartono da uno scalone centrale il cui ampio terrazzo è delimitato da elementi cilindrici che simulano bastioni fortificati.
Il terreno su cui sorge è stato donato in uso perpetuo dallo Stato italiano alla Gran Bretagna, la quale attraverso la Commonwealth War Graves Commission si occupa ancora oggi della custodia e manutenzione della struttura.
Il cimitero è sempre aperto e può essere visitato liberamente.